# György Mátyás
György Mátyás, írói álnevén: Szerb György (1905-ig Geiger, Szabadka, 1887. január 21. – Harmadik Birodalom, 1944.) gyógyszerész, író, költő.

## Élete
Zsidó családban született, édesapja György Mór (Geiger A. Mór) zeneszerző volt, édesanyja Lederer Teréz. 1910-ben a Nyugatban jelent meg először verse, a rákövetkező évben, illetve 1913-ban itt publikálta verseit. Ekkortájt figyelt fel rá Kassák Lajos, Osvát Ernőnek köszönhetően, s így 1913-ban megjelent György Mátyás első verseskötete, amely a Ligeia címet viselte. Erről Tóth Árpád írt kritikát. Ezután rendszeresen közölte verseit, illetve kritikáit Kassák A Tett és a Ma című lapjai. 1917-ben antológia jelent meg Új költők könyve címmel, amely tartalmazta Lengyel József, Kassák, Komját és György verseit. Publikációi ellenére elég szűkösen élt; "ez az ember kicsinyesebb a legszegényebb koldusnál. Ha nagynéha pár koronát ki tudunk belőle préselni, úgy nyöszörög bele, akárha operációs asztalon feküdne." – írta róla Kassák. A következő évben Komját Aladárral, Lengyel Józseffel és Révai Józseffel egyetemben kivált a Ma közösségéből, s a Szabadulás nevet viselő kötettel léptek a nyilvánosság elé. Ekkortájt lépett be a Magyarországi Gyógyszerészsegédek Országos Szövetségébe, s megkezdte a gyógyszerészek politikai szervezését. Októberben a szövetség egy vitáján az államosítás pártján állt. 1919 elején publikált az Internacionáléban. A Magyarországi Tanácsköztársaság idején több előadást tartott, amelyek a Gyógyszerész Újságban jelentek meg, s a bukás előtti hónapban a Közoktatásügyi Népbiztosság Ifjúmunkás Propaganda Osztályának lett helyettes vezetője. A bukás után Bécsbe emigrált, ahol rendszeresen találkozott Balázs Bélával, akinek csakúgy, mint Barta Sándor vagy Kassák, megmutatta verseit. Bécsben jelent meg Julius Fischernek köszönhetően Ismét csudák címmel kötete, s publikált Kassák és Sinkó Ervin lapjaiban is. Az 1920-as években az Út című lapban jelentek meg munkái, az 1930-as évek közepén pedig Szerb György álnéven a Korunk egyik cikkírója volt. Ekkortájt Temesváron élt feleségével, Sinkó Ervin húgával. 1944-ben deportálták Németországba, ahonnan nem tért vissza.

## Művei
- Szabadulás. György Mátyás, Lengyel József, Komját Aladár, Révai József lírai antológiája, Budapest, Krausz Ny., 1918
- Új költők könyve. György Mátyás, Kassák Lajos, Komját Aladár, Lengyel József lírai antológiája, szerk. Kassák Lajos, Budapest, Ma, 1917[7]
- Ismét csudák (Bécs Fischer, 1922.)
- Ligeia (Budapest, Nyugat, 1913.)
- A fájdalmas Isten. Ismertető Sinkó Ervin verseskönyvéről. (1923. november 11, Bácsmegyei Napló 308. sz. 9. o.)[8]